# Podsavezna nogometna liga Rijeka 1952./53.
Podsavezna nogometna liga Rijeka (također i kao Riječka podsavezna liga, Liga Riječkog nogometnog podsaveza), V. zona je bila liga trećeg stupnja nogometnog prvenstva Jugoslavije u sezoni 1952./53. 
 Sudjelovalo je ukupno 13 klubova, a prvak je bila "Lokomotiva" iz Rijeke. 

## Ljestvica
| mj. | klub               | ut.                                                                                 | pob.                                                                                | ner.                                                                                | por.                                                                                | gol+                                                                                | gol-                                                                                | bod                                                                                 |
| --- | ------------------ | ----------------------------------------------------------------------------------- | ----------------------------------------------------------------------------------- | ----------------------------------------------------------------------------------- | ----------------------------------------------------------------------------------- | ----------------------------------------------------------------------------------- | ----------------------------------------------------------------------------------- | ----------------------------------------------------------------------------------- |
| 1.  | Lokomotiva Rijeka  | 22                                                                                  | 16                                                                                  | 2                                                                                   | 4                                                                                   | 64                                                                                  | 28                                                                                  | 34                                                                                  |
| 2.  | Uljanik Pula       | 22                                                                                  | 13                                                                                  | 4                                                                                   | 5                                                                                   | 45                                                                                  | 20                                                                                  | 30                                                                                  |
| 3.  | Nehaj Senj         | 22                                                                                  | 10                                                                                  | 7                                                                                   | 5                                                                                   | 40                                                                                  | 40                                                                                  | 27                                                                                  |
| 4.  | Mladost Kraljevica | 22                                                                                  | 11                                                                                  | 3                                                                                   | 8                                                                                   | 52                                                                                  | 33                                                                                  | 25                                                                                  |
| 5.  | Jedinstvo Ogulin   | 22                                                                                  | 10                                                                                  | 5                                                                                   | 7                                                                                   | 48                                                                                  | 47                                                                                  | 25                                                                                  |
| 6.  | Crikvenica         | 22                                                                                  | 11                                                                                  | 2                                                                                   | 9                                                                                   | 57                                                                                  | 22                                                                                  | 24                                                                                  |
| 7.  | Budućnost Rijeka   | 22                                                                                  | 7                                                                                   | 8                                                                                   | 7                                                                                   | 37                                                                                  | 36                                                                                  | 22                                                                                  |
| 8.  | Naprijed Hreljin   | 22                                                                                  | 8                                                                                   | 3                                                                                   | 11                                                                                  | 39                                                                                  | 56                                                                                  | 19                                                                                  |
| 9.  | Opatija            | 22                                                                                  | 6                                                                                   | 5                                                                                   | 11                                                                                  | 24                                                                                  | 32                                                                                  | 17                                                                                  |
| 10. | Rudar Raša         | 21                                                                                  | 7                                                                                   | 3                                                                                   | 11                                                                                  | 37                                                                                  | 54                                                                                  | 13                                                                                  |
| 11. | Goran Delnice      | 21                                                                                  | 5                                                                                   | 3                                                                                   | 13                                                                                  | 36                                                                                  | 54                                                                                  | 13                                                                                  |
| 12. | Rovinj             | 22                                                                                  | 4                                                                                   | 1                                                                                   | 17                                                                                  | 27                                                                                  | 62                                                                                  | 9                                                                                   |
|     | Kvarner Rijeka     | početkom sezone uključen u Hrvatsko-slovensku ligu, zamijenjen s "Jedinstvo" Ogulin | početkom sezone uključen u Hrvatsko-slovensku ligu, zamijenjen s "Jedinstvo" Ogulin | početkom sezone uključen u Hrvatsko-slovensku ligu, zamijenjen s "Jedinstvo" Ogulin | početkom sezone uključen u Hrvatsko-slovensku ligu, zamijenjen s "Jedinstvo" Ogulin | početkom sezone uključen u Hrvatsko-slovensku ligu, zamijenjen s "Jedinstvo" Ogulin | početkom sezone uključen u Hrvatsko-slovensku ligu, zamijenjen s "Jedinstvo" Ogulin | početkom sezone uključen u Hrvatsko-slovensku ligu, zamijenjen s "Jedinstvo" Ogulin |

- Viši rang:
  - Lokomotiva (Rijeka) se poslije kvalifikacija plasirala u Hrvatsko-slovensku ligu

- Ispali:
  - Rovinj i Goran (Delnice)

- Novi članovi:
  - Torpedo (Rijeka), Borac (Bakar), Hidroelektra (Fužine), 3. maj (Rijeka) i Labin

- Napomena:
  - Utakmica Rudar (Raša) – Goran (Delnice) nije odigrana
  - Prva dva kola je igrao i Kvarner (Rijeka) koji je poslje prešao u Hrvatsko-slovensku ligu pa je umjesto njega ušlo Jedinstvo (Ogulin)
  - Za narednu sezonu liga je proširena na 14 klubova
  - Budućnost (Rijeka) je u novoj sezoni promijenila ime u Orijent (osnovan 1919 i često mijenjao ime Jedinstvo, Primorac, Primorje, Budućnost)

## Rezultatska križaljka
| kratica | klub               | BUD | CRI | GOR | JED | LOK | MLA | NAP | NEH | OPA | ROV | RUD | ULJA | KVA |
| --- | ------------------ | --- | --- | --- | --- | --- | --- | --- | --- | --- | --- | --- | ---- | --- |
| BUD | Budućnost Rijeka   |     |     |     |     |     |     |     |     |     |     |     |      |     |
| CRI | Crikvenica         |     |     |     |     |     |     |     |     |     |     |     |      |     |
| GOR | Goran Delnice      |     |     |     |     |     |     |     |     |     |     |     |      |     |
| JED | Jedinstvo Ogulin   |     |     |     |     |     |     |     |     |     |     |     |      |     |
| LOK | Lokomotiva Rijeka  |     |     |     |     |     |     |     |     |     |     |     |      |     |
| MLA | Mladost Kraljevica |     |     |     |     |     |     |     |     |     |     |     |      |     |
| NAP | Naprijed Hreljin   |     |     |     |     |     |     |     |     |     |     |     |      |     |
| NEH | Nehaj Senj         |     |     |     |     |     |     |     |     |     |     |     |      |     |
| OPA | Opatija            |     |     |     |     |     |     |     |     |     |     |     |      |     |
| ROV | Rovinj             |     |     |     |     |     |     |     |     |     |     |     |      |     |
| RUD | Rudar Raša         |     |     |     |     |     |     |     |     |     |     |     |      |     |
| ULJA | Uljanik Pula       |     |     |     |     |     |     |     |     |     |     |     |      |     |
| KVA | Kvarner Rijeka     |     |     |     |     |     |     |     |     |     |     |     |      |     |
| |                    |     |     |     |     |     |     |     |     |     |     |     |      |     |
| podebljan rezultat - utakmice od 1. do 11. kola (1. utakmica između klubova) rezultat normalne debljine - utakmice od 12. do 22. kola (2. utakmica između klubova) rezultat nakošen - nije vidljiv redoslijed odigravanja međusobnih utakmica iz dostupnih izvora rezultat smanjen * - iz dostupnih izvora nije uočljiv domaćin susreta prekrižen rezultat - poništena ili brisana utakmica p - utakmica prekinuta 3:0 p.f. / 0:3 p.f. - rezultat 3:0 bez borbe n.i. - nije igrano |                    |     |     |     |     |     |     |     |     |     |     |     |      |     |

 Izvori: